# Alergare montană
Alergarea montană este o disciplină sportivă care se desfășoară în principal pe teren accidentat, pe teren montan, dar dacă există o diferență semnificativă de altitudine pe traseu, este posibil să se utilizeze drumuri pavate. Este o formă de Trail Running dacă se desfășoară pe suprafețe nepavate. Alergarea pe munte este o combinație de alergare, jogging și mers pe jos, în funcție de cât de abrupt este traseul.
Este recunoscută de Asociația Internațională a Federațiilor de Atletism și este guvernată de World Mountain Running Association care organizează campionate mondiale din 1985. 

## Campionatele mondiale
WMRA organizeză două diferite tipuri de campionate mondiale, Campionatul Mondial de Alergare Montană (în engleză World Mountain Running Championships), și Campionatul Mondial de Alergare Montană de Lungă Distanță (în engleză World Long Distance Mountain Running Championships). 